# Volker Bouffier
Volker Bouffier (* 18. prosince 1951 Gießen) je německý právník a politik, současný místopředseda Křesťanskodemokratické unie (CDU) a ministerský předseda německé spolkové země Hesensko.

## Život a politická kariéra
Narodil se v Gießenu v Hesensku. V roce 1977 ukončil studium práv na Giessenské univerzitě, zatímco v letech 1975–1978 působil na škole i jako odborný asistent pro oblast občanského práva. Po skončení školy se právu věnoval řadu let, souběžně se svou politickou kariérou. V současnosti je neaktivním partnerem právnické firmy Bouffier & Wolf.
V roce 1982 byl poprvé zvolen do hesenského parlamentu. V období let 1999–2010 byl státním ministrem vnitra a sportu v kabinetu Rolanda Kocha. Od července 2010 je předsedou CDU v Hesensku, v současnosti je také místopředsedou strany na spolkové úrovni. Od listopadu 2014 do října 2015 byl prezidentem Spolkové rady. Od srpna 2010 je hesenským zemským ministerským předsedou; ve funkci vystřídal Rolanda Kocha, předsedu kabinetu, v němž působil coby ministr. V roce 2017 se Bouffier ostře vymezil vůči opakované kritice Německa ze strany tureckého prezidenta Recepa Tayyipa Erdoğana.
Bouffier působil nebo působí v řadě německých nevládních organizací.